# Tao (Mali)
Tao è un comune rurale del Mali facente parte del circondario di Koutiala, nella regione di Sikasso.
Il comune è composto da 3 nuclei abitati:
- Fonfona (centro principale)
- Siguemona
- Tionso